# يائير إيبارغوين
يائير إيبارغوين (بالإسبانية: Yair Ibargüen) هو لاعب كرة قدم كولومبي في مركز الدفاع، ولد في 3 مايو 1993 في Riosucio, Chocó ‏ في كولومبيا. شارك مع منتخب كولومبيا تحت 20 سنة لكرة القدم. أما مع النوادي، فقد لعب مع أوليمبيا أسونسيون.

## وصلات خارجية
- يائير إيبارغوين على موقع قاعدة بيانات كرة القدم.إي يو (الإنجليزية)
- يائير إيبارغوين على موقع Soccerway.com (الإنجليزية)
- يائير إيبارغوين على موقع AS.com (الإسبانية)